# Mindre piprensare
Mindre piprensare (Virgularia mirabilis) är en korallart som först beskrevs av Otto Friedrich Müller 1776. Virgularia mirabilis ingår i släktet Virgularia, och familjen Virgulariidae. Arten är reproducerande i Sverige. Inga underarter finns listade.
Mindre Piprensare är vit till gulvit och är fluorescerande. Stammen är mycket tunn och kan bli ca 60 cm lång. Längst ned på stammen sitter en förtjockning med muskelvävnad som kan dra ned sjöpennan i sedimentet vid störning.  I Sverige så förekommer arten i Kattegatt samt i Öresund. 